# يوروليثين ب
يوروليثين-ب  Urolithin B هو من أنواع اليوروليثين، وهو نوع من المركبات الفينولية التي يتم إنتاجها في الأمعاء البشرية بعد امتصاص الإيلاجيتانين - التي هي من مكونات بعض الأطعمة مثل الرمان،والفراولة، والتوت الأحمر، والجوز أو النبيذ الأحمر بعمر السنديان.  تم العثور على يوروليثين ب  في البول على شكل جلوكورونايد يوروليثين-ب.[بحاجة لمصدر]

## أنظر أيضا
- جلوكورونيد
- حامض جلوكورونيك
- إلاجيتانينات الرمان

- إلاجيتانين
- يوروليثين أ